# Маценко Георгій Олексійович
Гео́ргій Олексі́йович Маце́нко (21 липня 1950) — український журналіст. Укладач «Книги рекордів України» (три видання — 1992, 1997, 2000–2002).

## Біографічні відомості
Живе і працює у Львові. Власний кореспондент Українського національного інформаційного агентства «Укрінформ».
Кандидат географічних наук.
Співзасновник львівської міської громадської організації «Столиця світу», створеної 1 квітня 1999 року .

## Творчість
1992 року 40-тисячним накладом видав книгу «Україна в цікавих фактах: Книга рекордів України». Як зазначила Маріанна Романенко, «до упорядкування таких фактів та видання книги автора змусило його ремесло — журналістика. Адже не раз доводилося бачити, як у погоні за сенсацією наводилися факти про найбільший міст чи універмаг. А ось перевірити це не було змоги — жодні довідники такої інформації не подавали. Тому й засів Георгій Маценко у бібліотеки».
1997 року побачило світ друге видання «Книги рекордів України» — накладом 5 тисяч примірників.
У 2000–2002 роках книгу перевидано в трьох частинах.